# Абезь (село)
Абезь — село в міському окрузі Інта, РФ, розташоване на лівому березі Уси.
Колишня назва Лемвавом у перекладі з мови комі означає «гирло річки Лемва».